# Джо, Айзея
Айзея Джо (англ. Isaiah Joe; род. 2 июля 1999, Форт-Смит, Арканзас) — американский профессиональный баскетболист, выступающий за клуб НБА «Оклахома-Сити Тандер». Играет на позиции атакующего защитника.

## Профессиональная карьера

### Филадельфия Севенти Сиксерс (2020–2022)
Джо был выбран под 49-м номером на драфте НБА 2020 года командой «Филадельфия Севенти Сиксерс». 3 декабря он подписал контракт с «Севенти Сиксерс». Джо дебютировал в НБА 27 декабря 2020 года, сыграв семь минут и набрав два очка, в проигранном со счётом 118–94 матче против «Кливленд Кавальерс». 13 октября 2022 года он был отчислен.

### Оклахома-Сити Тандер (2022–настоящее время)
16 октября 2022 года Джо подписал контракт с командой «Оклахома-Сити Тандер». 24 февраля 2023 года Джо набрал рекордные в карьере 28 очков в проигранном матче против «Финикс Санз».
16 ноября 2023 года Джо реализовал все 7 своих трёхочковых попыток в выигранном со счётом 128–109 матче против «Голден Стэйт Уорриорз».
7 июля 2024 года Джо переподписал контракт с «Тандер».
10 января 2025 года Джо набрал 31 очко, реализовав 11 из 16 бросков и восемь трехочковых бросков, что стало рекордом в его карьере, а его команда одержала победу со счетом 126:101 над «Нью-Йорк Никс».

## Статистика

### Статистика в НБА
| Сезон                                                                                    | Команда       | Регулярный сезон | Регулярный сезон | Регулярный сезон | Регулярный сезон | Регулярный сезон | Регулярный сезон | Регулярный сезон | Регулярный сезон | Регулярный сезон | Регулярный сезон | Регулярный сезон | Серия плей-офф | Серия плей-офф | Серия плей-офф | Серия плей-офф | Серия плей-офф | Серия плей-офф | Серия плей-офф | Серия плей-офф | Серия плей-офф | Серия плей-офф | Серия плей-офф |
| Сезон                                                                                    | Команда       | GP               | GS               | MPG              | FG%              | 3P%              | FT%              | RPG              | APG              | SPG              | BPG              | PPG              | GP             | GS             | MPG            | FG%            | 3P%            | FT%            | RPG            | APG            | SPG            | BPG            | PPG            |
| ---------------------------------------------------------------------------------------- | ------------- | ---------------- | ---------------- | ---------------- | ---------------- | ---------------- | ---------------- | ---------------- | ---------------- | ---------------- | ---------------- | ---------------- | -------------- | -------------- | -------------- | -------------- | -------------- | -------------- | -------------- | -------------- | -------------- | -------------- | -------------- |
| 2020/21                                                                                  | Филадельфия   | 41               | 1                | 9,3              | 36,1             | 36,8             | 75,0             | 0,9              | 0,5              | 0,3              | 0,1              | 3,7              | 4              | 0              | 2,4            | 33,3           | 0,0            | -              | 0,0            | 0,3            | 0,0            | 0,0            | 0,5            |
| 2021/22                                                                                  | Филадельфия   | 55               | 1                | 11,1             | 35,0             | 33,3             | 93,5             | 1,0              | 0,6              | 0,3              | 0,1              | 3,6              | 7              | 0              | 2,1            | 40,0           | 33,3           | -              | 0,3            | 0,0            | 0,0            | 0,0            | 0,7            |
| 2022/23                                                                                  | Оклахома-Сити | 73               | 10               | 19,1             | 44,1             | 40,9             | 82,0             | 2,4              | 1,2              | 0,7              | 0,1              | 9,5              | Не участвовал  | Не участвовал  | Не участвовал  | Не участвовал  | Не участвовал  | Не участвовал  | Не участвовал  | Не участвовал  | Не участвовал  | Не участвовал  | Не участвовал  |
| 2023/24                                                                                  | Оклахома-Сити | 78               | 1                | 18,5             | 45,8             | 41,6             | 86,5             | 2,3              | 1,3              | 0,6              | 0,3              | 8,2              | 10             | 2              | 17,3           | 44,4           | 41,0           | -              | 2,2            | 1,0            | 0,5            | 0,0            | 6,4            |
|                                                                                          | Всего         | 247              | 13               | 15,5             | 42,7             | 39,7             | 84,1             | 1,8              | 1,0              | 0,5              | 0,1              | 6,8              | 21             | 2              | 9,4            | 43,5           | 38,6           | -              | 1,1            | 0,5            | 0,2            | 0,0            | 3,4            |
| Наведите курсор мыши на аббревиатуры в заголовке таблицы, чтобы прочесть их расшифровку. |               |                  |                  |                  |                  |                  |                  |                  |                  |                  |                  |                  |                |                |                |                |                |                |                |                |                |                |                |

### Статистика в Джи-Лиге
| Сезон                                                                                    | Команда           | Регулярный сезон | Регулярный сезон | Регулярный сезон | Регулярный сезон | Регулярный сезон | Регулярный сезон | Регулярный сезон | Регулярный сезон | Регулярный сезон | Регулярный сезон | Регулярный сезон | Серия плей-офф | Серия плей-офф | Серия плей-офф | Серия плей-офф | Серия плей-офф | Серия плей-офф | Серия плей-офф | Серия плей-офф | Серия плей-офф | Серия плей-офф | Серия плей-офф |
| Сезон                                                                                    | Команда           | GP               | GS               | MPG              | FG%              | 3P%              | FT%              | RPG              | APG              | SPG              | BPG              | PPG              | GP             | GS             | MPG            | FG%            | 3P%            | FT%            | RPG            | APG            | SPG            | BPG            | PPG            |
| ---------------------------------------------------------------------------------------- | ----------------- | ---------------- | ---------------- | ---------------- | ---------------- | ---------------- | ---------------- | ---------------- | ---------------- | ---------------- | ---------------- | ---------------- | -------------- | -------------- | -------------- | -------------- | -------------- | -------------- | -------------- | -------------- | -------------- | -------------- | -------------- |
| 2020/21                                                                                  | Делавэр Блю Коатс | 2                | 2                | 34,2             | 25,0             | 17,6             | -                | 2,0              | 1,5              | 1,0              | 0,5              | 8,5              | 3              | 3              | 36,5           | 43,8           | 39,5           | 87,5           | 3,7            | 2,7            | 1,7            | 0,0            | 23,3           |
|                                                                                          | Всего             | 2                | 2                | 34,2             | 25,0             | 17,6             | -                | 2,0              | 1,5              | 1,0              | 0,5              | 8,5              | 3              | 3              | 36,5           | 43,8           | 39,5           | 87,5           | 3,7            | 2,7            | 1,7            | 0,0            | 23,3           |
| Наведите курсор мыши на аббревиатуры в заголовке таблицы, чтобы прочесть их расшифровку. |                   |                  |                  |                  |                  |                  |                  |                  |                  |                  |                  |                  |                |                |                |                |                |                |                |                |                |                |                |

### Статистика в NCAA
| Сезон | Команда  | Conf  | Class | GP | GS | MPG  | FG%  | 3P%  | FT%  | RPG | APG | SPG | BPG | PPG  |
| --- | -------- | ----- | ----- | -- | -- | ---- | ---- | ---- | ---- | --- | --- | --- | --- | ---- |
| 2018/19 | Арканзас | SEC   | FR    | 34 | 34 | 30,1 | 41,3 | 41,4 | 75,6 | 2,8 | 1,7 | 1,5 | 0,1 | 13,9 |
| 2019/20 | Арканзас | SEC   | SO    | 26 | 25 | 36,1 | 36,7 | 34,2 | 89,0 | 4,1 | 1,7 | 1,4 | 0,3 | 16,9 |
| Всего | Всего    | Всего | Всего | 60 | 59 | 32,7 | 39,0 | 37,8 | 82,7 | 3,4 | 1,7 | 1,5 | 0,2 | 15,2 |
| Наведите курсор мыши на аббревиатуры в заголовке таблицы, чтобы прочесть их расшифровку Статистика приведена с сайта sports-reference.com |          |       |       |    |    |      |      |      |      |     |     |     |     |      |